# Lions de l’Atakory
Der Lions de l´Atakory ist ein Fußballverein aus Cotonou, Benin. Er trägt seine Heimspiele im Stade Charles de Gaulle aus.
Der Verein hatte seine Glanzzeiten in den 80er Jahren. Dort spielte er im Vorderfeld der Benin Premier League mit und konnte 1984 die nationale Meisterschaft gewinnen. Es sollte bis heute der einzige Titel sein. In der ersten Runde der CAF Champions League scheiterte der Verein klar am ghanaischen Vertreter. Mittlerweile ist der Klub in die Benin Second Division abgestiegen.

## Statistik in den CAF-Wettbewerben
| Wettbewerb                          | Runde    | Gegner           | Hinspiel | Rückspiel |  |
| ----------------------------------- | -------- | ---------------- | -------- | --------- |  |
|                                     |          |                  |          |           |  |
| African Cup of Champions Clubs 1985 | 1. Runde | Hearts of Oak SC | 0:1 (H)  | 0:3 (A)   |  |